# Elliptio shepardiana
Elliptio shepardiana är en musselart som först beskrevs av I. Lea 1834.  Elliptio shepardiana ingår i släktet Elliptio och familjen målarmusslor. IUCN kategoriserar arten globalt som nära hotad. Inga underarter finns listade i Catalogue of Life.